# Medjez el-Bab
Medjez el-Bab (in arabo مجاز الباب‎?) è una città del nord-est della Tunisia con una popolazione di 21 653 secondo il censimento del 2004 del governatorato di Béja, a circa 60 Chilometri a ovest di Tunisi de Tunis lungo il corso del fiume la Medjerda.

## Storia
Nei paraggi della città nell'anno 111 a.C. nel corso della Guerra giugurtina il console romano Quinto Cecilio Metello sconfisse il re di Numidia Giugurta.
Nel 1892 con l'istituzione del Protettorato francese in Tunisia, Medjez el-Bab ottenne lo statuto di municipalità.
Nel corso della seconda guerra mondiale la città nel corso della campagna di Tunisia fu teatro di uno scontro tra le forze dell'Asse inquadratenell'Heeresgruppe Afrika e le forze alleate.

## Il cimitero di guerra
Un cimitero militare ospita 2 903 tombe di soldati del tombes de soldats du Commonwealth, di cui 385 non identificati, deceduti tra l'8 novembre 1942 il 13 maggio 1943 negli scontri tra le forze dell'Asse e quelle alleate svolti nei dintorni della città nel corso dell'operazione Torch. Il memoriale ricorda anche i quasi 2.000 soldati caduti rimasti senza sepolture. Memoriali speciali richiamano la memoria di tre soldati, due dei quali sono stati sepolti nel cimitero di Borgel, le cui tombe sono ormai scomparse. Le tombe di cinque soldati morti durante la prima guerra mondiale vennero trasferiti anche dai cimiteri di Tunisi e di Cartagine nel 1950.

## Galleria d'immagini

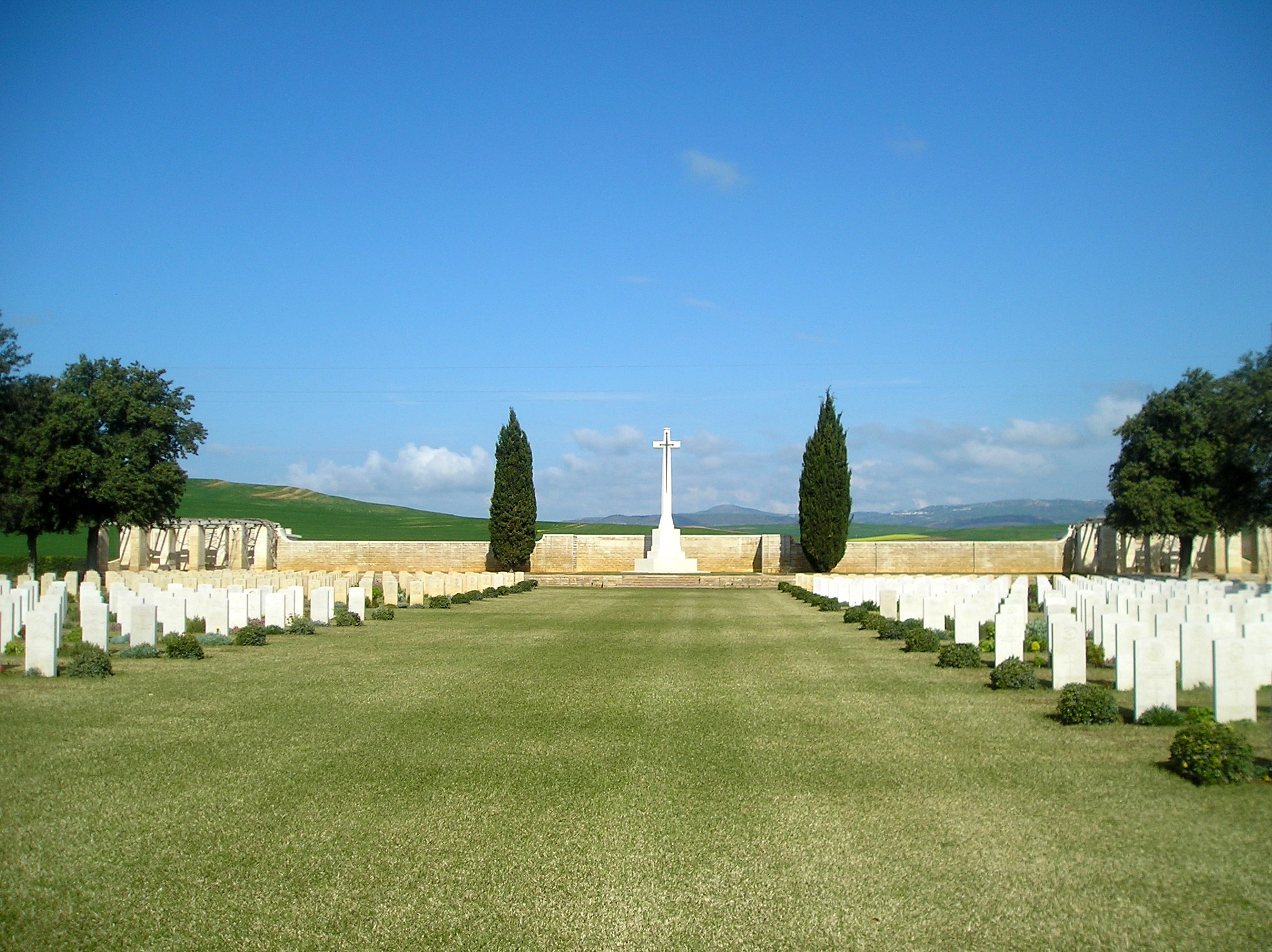
Fila di croci al cimitero di guerra
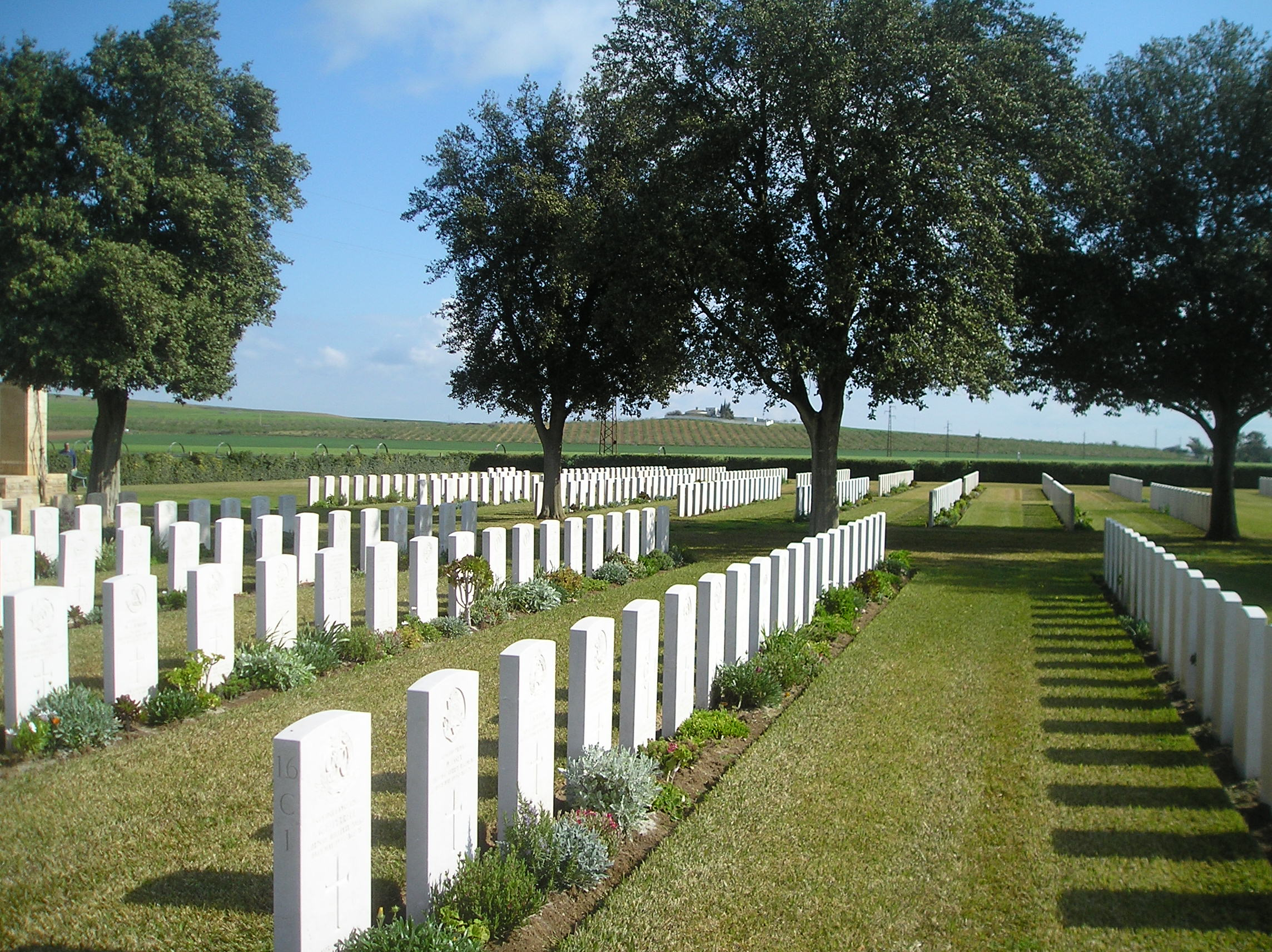
Il cimitero di guerra
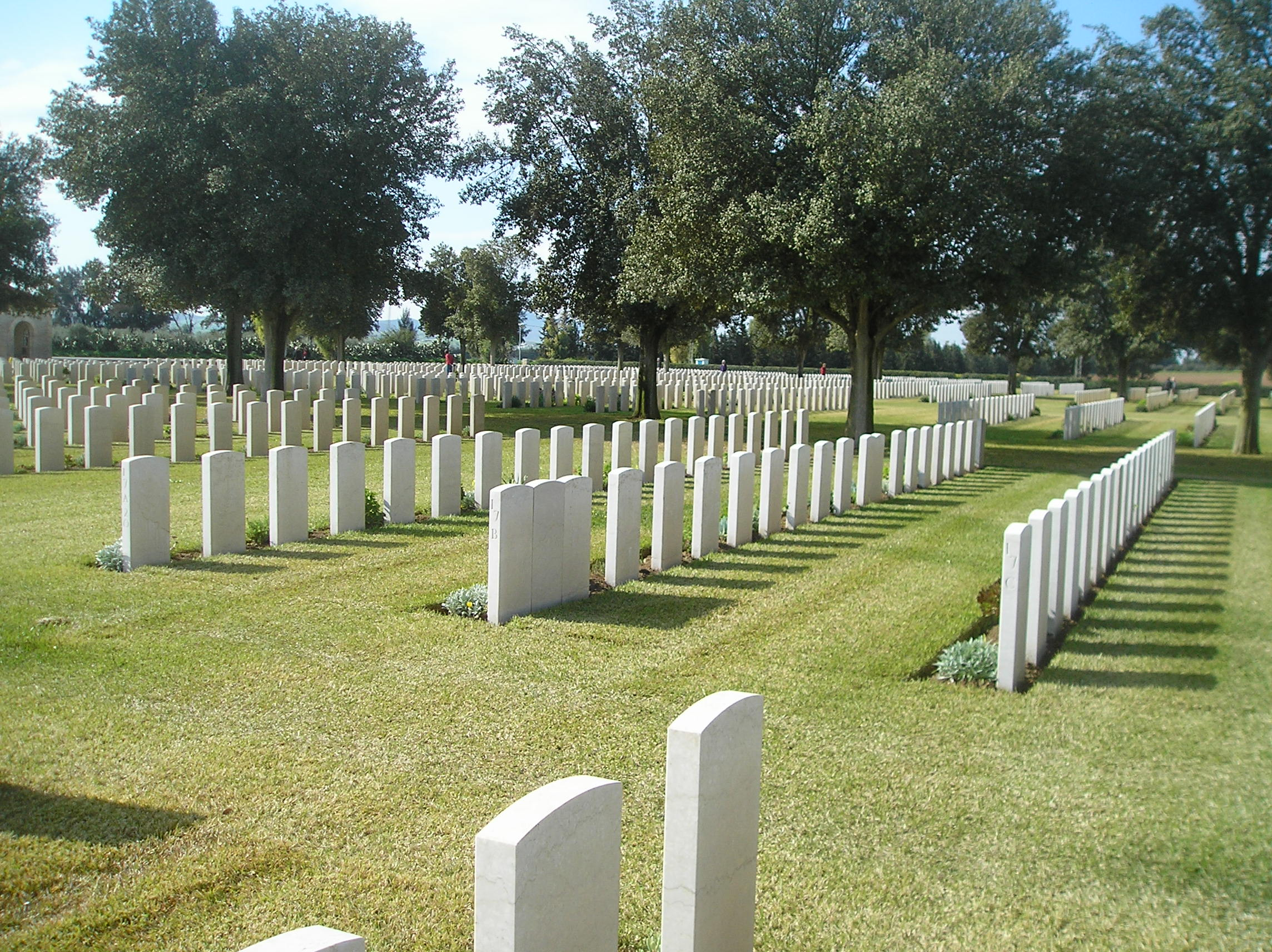
Tombe dei soldati